# (541045) 2018 BN12
(541045) 2018 BN12 es un asteroide perteneciente al cinturón de asteroides descubierto el 1 de julio de 2014 por el equipo del Pan-STARRS desde el Observatorio de Haleakala, Hawái, Estados Unidos.

## Designación y nombre
Designado provisionalmente como 2018 BN12.

## Características orbitales
2018 BN12 está situado a una distancia media del Sol de 3,125 ua, pudiendo alejarse hasta 3,457 ua y acercarse hasta 2,793 ua. Su excentricidad es 0,106 y la inclinación orbital 1,727 grados. Emplea 2018,30 días en completar una órbita alrededor del Sol.

## Características físicas
La magnitud absoluta de 2018 BN12 es 16,8. 